# Агірешу (комуна)
Агірешу (рум. Aghireșu) — комуна у повіті Клуж в Румунії. До складу комуни входять такі села (дані про населення за 2002 рік):
- Інуку (417 осіб)
- Агірешу-Фабріч (3061 особа) — адміністративний центр комуни
- Агірешу (1361 особа)
- Аргішу (194 особи)
- Бегара (402 особи)
- Динку (108 осіб)
- Доролцу (103 особи)
- Легія (533 особи)
- Макеу (664 особи)
- Тіку-Колоніє (195 осіб)
- Тіку (82 особи)

Комуна розташована на відстані 348 км на північний захід від Бухареста, 27 км на захід від Клуж-Напоки.

## Населення
За даними перепису населення 2002 року у комуні проживали 7120 осіб.
Національний склад населення комуни:
| Національність | Кількість осіб | Відсоток |
| -------------- | -------------- | -------- |
| румуни         | 3934           | 55,3%    |
| угорці         | 2908           | 40,8%    |
| цигани         | 272            | 3,8%     |
| українці       | 4              | 0,1%     |
| німці          | 2              | < 0,1%   |

Рідною мовою назвали:
| Мова       | Кількість осіб | Відсоток |
| ---------- | -------------- | -------- |
| румунська  | 4152           | 58,3%    |
| угорська   | 2886           | 40,5%    |
| циганська  | 75             | 1,1%     |
| українська | 4              | 0,1%     |
| німецька   | 3              | < 0,1%   |

Склад населення комуни за віросповіданням:
| Релігія                             | Кількість осіб | Відсоток |
| ----------------------------------- | -------------- | -------- |
| православні                         | 3947           | 55,4%    |
| реформати                           | 2100           | 29,5%    |
| римо-католики                       | 715            | 10,0%    |
| п'ятдесятники                       | 98             | 1,4%     |
| адвентисти                          | 88             | 1,2%     |
| баптисти                            | 72             | 1,0%     |
| греко-католики                      | 56             | 0,8%     |
| унітарії                            | 6              | 0,1%     |
| не релігійні                        | 4              | 0,1%     |
| бретрени                            | 2              | < 0,1%   |
| старообрядці                        | 2              | < 0,1%   |
| лютерани (Аугсбурзького сповідання) | 1              | < 0,1%   |
| не вказали релігію                  | 3              | < 0,1%   |